# Apophylia consociata
Apophylia consociata es un insecto coleóptero de la familia Chrysomelidae.

## Distribución geográfica
Habita en Zanzíbar (Tanzania).